# Jonas Alber
Jonas Alber (* 11. März 1969 in Offenburg) ist ein deutscher Dirigent.

## Leben und Karriere
Alber studierte Violine und Dirigieren an der Hochschule für Musik Freiburg und danach an der Universität für Musik und darstellende Kunst Wien. Ab 1995 war er Stipendiat der Herbert-von-Karajan-Stiftung. 1998 wurde Jonas Alber als Generalmusikdirektor und Chefdirigent an das Staatstheater Braunschweig berufen, zu diesem Zeitpunkt der deutschlandweit jüngste Dirigent in diesem Amt, das er bis Ende der Spielzeit 2006/2007 innehatte. Schwerpunkte seiner Arbeit in der Oper sind das klassisch-romantische Repertoire von Mozart bis Puccini und Richard Strauss. Darüber hinaus leitete er die Neuproduktion und Wiederaufnahme des Ring des Nibelungen sowie Erstaufführungen von Werken wie etwa Die tote Stadt, Mona Lisa, Tiefland und Die Sache Makropulos. Alber dirigierte die deutschen Erstaufführungen von Philippe Boesmans Opern Reigen, Wintermärchen und Julie, sowie Mozarts La clemenza di Tito mit neu komponierten Rezitativtexten von Manfred Trojahn im Mozart-Jahr 2006 als auch die Welterstaufführung von Siegfried Matthus’ Oper Cosima im April 2007.
Als Gastdirigent leitete Jonas Alber an der Oper Frankfurt Schrekers Der Schatzgräber und die Wiederaufnahme von Peter Grimes. Mit einer Einstudierung von Iphigenie in Aulis begann eine Zusammenarbeit mit der Kammeroper Schloss Rheinsberg, die er mit Norma, Nabucco und Der Freischütz fortsetzte. An der Deutschen Oper Berlin debütierte er mit Carmina Burana, an der Wiener Volksoper mit Franz Schmidts Notre Dame. Im März 2007 dirigierte Jonas Alber in Brüssel die Welterstaufführung von Benoit Merniers Oper Frühlings Erwachen am Théâtre Royal de la Monnaie; die Aufzeichnung dieser Aufführung auf CD und DVD wurde im Jahr 2008 mit dem Diapason d’Or ausgezeichnet. Weitere Opernengagements führten ihn zu einer Welterstaufführung von Mats Larsson Gothes Oper Poet & Prophetess an der NorrlandsOperan (die zweite Produktion dieser Oper fand in der Cape Town Opera ebenfalls im Jahr 2008 statt, Alber leitete diese Produktion), an das Teatro Colón in Buenos Aires (Debüt im September 2009 mit der Entführung aus dem Serail) und an die Staatsoper Dresden (Debüt im Frühjahr 2010, Wiederaufnahme von Das Rheingold und Götterdämmerung). Neuproduktion Fidelio, Staatstheater Braunschweig (Premiere im Mai 2010), Teatro Real Madrid, Der Rosenkavalier, Vorstellungen und Cover (Dezember 2010), South African State Theatre, Pretoria (Weltpremiere), Winnie The Opera, basierend auf dem Leben von Winnie Mandela (April/Mai 2011), Hamburgische Staatsoper, Die Zauberflöte, Spielzeit 2011/2012.
Als Gastdirigent dirigierte Alber renommierte Orchester wie das Symphonieorchester des Bayerischen Rundfunks, das WDR Sinfonieorchester Köln, das Rundfunk-Sinfonieorchester Saarbrücken, das MDR-Sinfonieorchester Leipzig, Dresdner Philharmoniker, die Hamburger Symphoniker, das Orchestre National de Belgique, das Niederösterreichische Tonkünstlerorchester Wien, das Sinfonieorchester St. Gallen. Im Jahre 2006 debütierte Jonas Alber beim Residentie Orkest Den Haag im Concertgebouw Amsterdam und erhielt Wiedereinladungen für die nächste Spielzeit. Ebenfalls war er Gastdirigent des City of Birmingham Symphony Orchestra, des BBC Symphony Orchestra, des Zürcher Kammerorchesters, des Flemish Radio Symphony Orchestra und des Orchestre National de Lille beim TACTUS Festival in Mons. Sein Debüt in China erfolgte 2009 beim Guangzhou Symphony Orchestra, sein Japan-Debüt mit dem Osaka Philharmonic Orchestra.